# 西東京朝鮮第一初中級学校

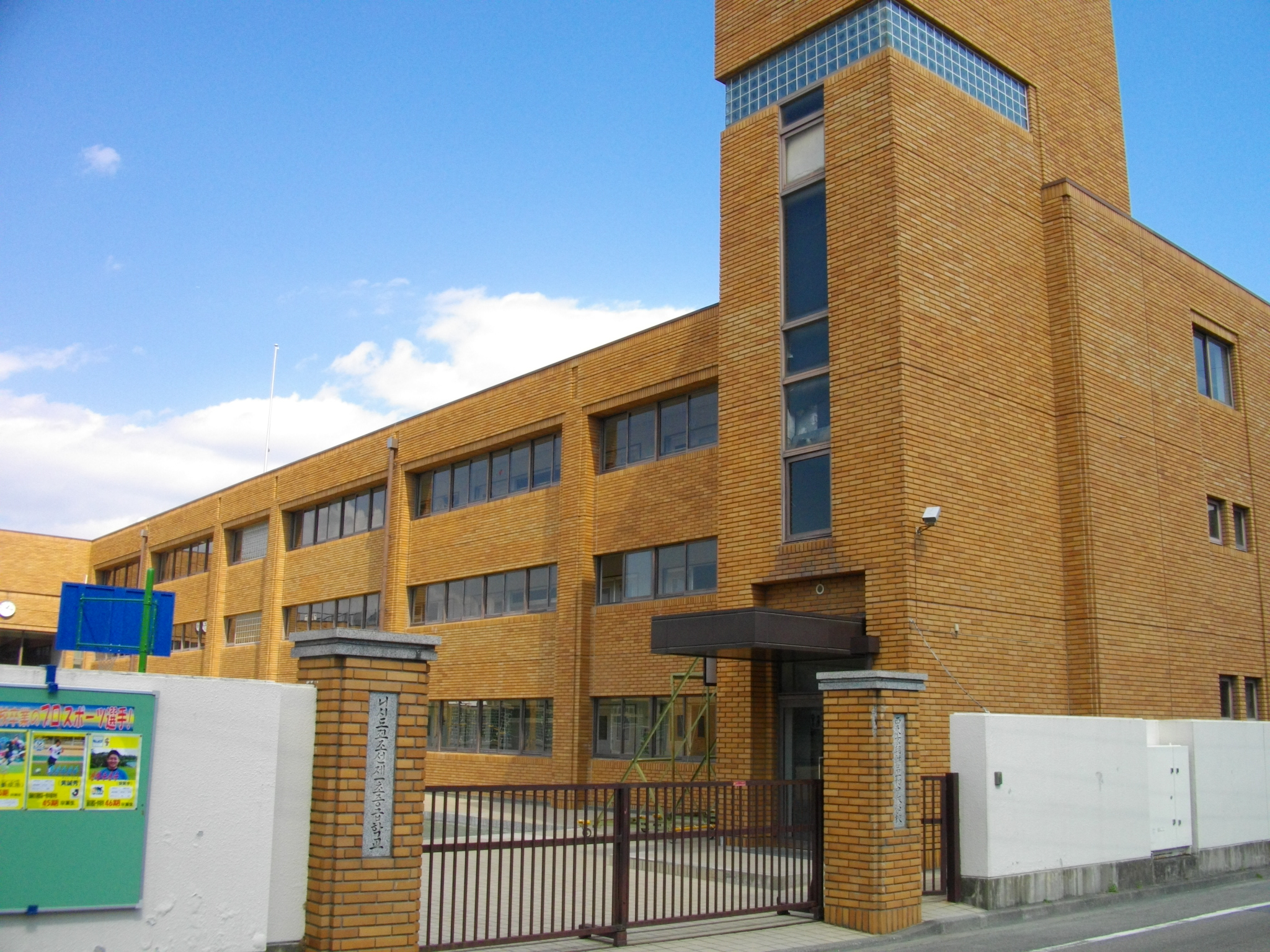
西東京朝鮮第一初中級学校

西東京朝鮮第一初中級学校（にしとうきょうちょうせんだいいちしょちゅうきゅうがっこう／니시도꾜조선제１초중급학교）は、学校法人東京朝鮮学園が運営する東京都立川市にある朝鮮学校である。
日本の小学校・中学校に相当する教育を行う各種学校（非一条校）である。

## 沿革
- 1946年 - 立川朝連初等学院、朝連槿花初等学院（府中･調布）、八王子朝連初等学院、二宮朝連初等学院を開設。
- 1947年 - 三多摩朝連初等学院の建設を開始。（現在地）
- 1948年 - 立川朝連初等学院の第1回卒業式。 三多摩地区の初等学院を統合して「三多摩朝連初等学院」を設立（120名）。 校舎の一部が完成
- 1949年 - 「東京都立第十一朝鮮人学校」に移行。 10月に朝鮮学校閉鎖令による強制閉鎖。
- 1955年 - 「東京朝鮮第十一初級学校」として再出発。 「学校法人東京朝鮮学園」として認可
- 1957年 - 「東京多摩朝鮮中級学校」を併設
- 1961年 - 「三多摩朝鮮初中級学校」に改称
- 1963年 - 中級部女子生徒の制服をチマ・チョゴリに制定。「在日朝鮮学生中央体育大会」の「クネ競技」で優勝。
- 1971年 - 日本赤十字東京都支部で表彰される。
- 1973年 - 初級部の蹴球部が「読売少年サッカー大会」で優勝。
- 1975年 - 「立川市民体育大会」にて初級部・中級部の蹴球部が優勝
- 1979年 - 「在日朝鮮学生中央芸術競演大会」で民族器楽部門で本校初級部・中級部が揃って優勝。カヤグム（朝鮮琴）で初級部1年生が1位。「在日朝鮮学生中央体育大会」で本校籠球部の男女、女子排球部、女子器械体操部が優勝。「立川市立中学校連合音楽会」に初出演。
- 1984年 - 新校舎を竣工
- 1986年 - 朝鮮民主主義人民共和国・国立ピョンヤン学生少年芸術団が本校を表敬訪問。
- 1989年 - 本校生徒が「在日朝鮮学生中央美術展覧会」で12名が入選、「国際児童画展」で銀賞1名、銅賞2名。
- 1990年 - 東京都狛江市内の学校長12名が本校を訪問。
- 1991年 - 図書室（仮設）開室。 開校45周年記念公演（東京都立多摩教育センター）。
- 1992年 - 「第47回立川市民サッカー大会」優勝
- 1993年 - 「新体操フェアリー・カップ」で中級部生徒1名が3位。 ＜立川世界こども音楽祭＞に出演（民族器楽、民族舞踊）。
- 1994年 - 「チャリティー国際音楽祭」（武蔵村山市民会館）に舞踊部が出演。
- 1995年 - 「第2回ジュニア友情杯(東北)」にて本校初級部の蹴球部が優勝。 立川中、国立三中文化祭出演。 立川連合音楽祭に出演。 至誠老人ホーム慰問公演。 本校初級部の蹴球部6年生チームがサッカー立川選手権大会で準優勝。
- 1997年 - 本校初級部の蹴球部が「第19回在日朝鮮初級学校中央サッカー大会」で優勝。祖国朝鮮を訪問。
- 1998年 - 本校初級部の蹴球部が「第20回在日朝鮮初級学校中央サッカー大会」で2年連続優勝。祖国朝鮮を訪問。
- 2001年 - 2000年度「ウリマル（母国語）模範学校」賞を受賞
- 2002年 - 本校中級部3年生がピョンヤン市で開催された「アリラン祭」に参加。 本校初級部高学年生徒と中級部生徒が「多摩全生園」を訪問。

## 学科
- 中級部（日本の中学校に相当する）
- 初級部（日本の小学校に相当する）

## 生徒数
2023年4月の時点で112人

## 所在地
- 〒190-0022 東京都立川市錦町4-7-12

最寄り駅は、南武線西国立駅